# Kanton Saint-Brice-en-Coglès
Der Kanton Saint-Brice-en-Coglès war von 1790 bis 2015 ein französischer Wahlkreis im Arrondissement Fougères-Vitré, im Département Ille-et-Vilaine und in der Region Bretagne; sein Hauptort war Saint-Brice-en-Coglès.

## Geschichte
Der Kanton entstand am 15. Februar 1790. Von 1801 bis 2015 gehörten elf Gemeinden zum Kanton Saint-Brice-en-Coglès. 2015 wurde der Kanton aufgelöst und die Gemeinden wechselten zu anderen Kantonen.

## Lage
Der Kanton lag im Nordosten des Départements Ille-et-Vilaine. 

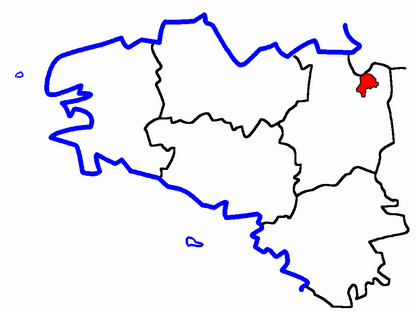
Lage des Kantons Saint-Brice-en-Coglès innerhalb der Bretagne

## Gemeinden
| Gemeinde                 | Bretonisch           | Einwohner (2013) | Fläche (km²) | Code postal | Code Insee |
| ------------------------ | -------------------- | ---------------- | ------------ | ----------- | ---------- |
| Baillé                   | Balieg               | 304              | 5.23         | 35460       | 35011      |
| Le Châtellier            | Kasteller            | 389              | 13.43        | 35133       | 35071      |
| Coglès                   | Gougleiz             | 649              | 17.21        | 35460       | 35083      |
| Montours                 | Montourz             | 1070             | 15.27        | 35460       | 35191      |
| Saint-Brice-en-Coglès    | Sant-Brizh-Gougleiz  | 2944             | 16.46        | 35460       | 35257      |
| Saint-Étienne-en-Coglès  | Sant-Stefan-Gougleiz | 1722             | 22.65        | 35460       | 35267      |
| Saint-Germain-en-Coglès  | Sant-Jermen-Gougleiz | 2024             | 32.09        | 35133       | 35273      |
| Saint-Hilaire-des-Landes | Sant-Eler-al-Lann    | 1016             | 18.27        | 35140       | 35280      |
| Saint-Marc-le-Blanc      | Sant-Mezar-Elvinieg  | 1329             | 17.53        | 35460       | 35292      |
| La Selle-en-Coglès       | Kell-Gougleiz        | 620              | 8.23         | 35460       | 35323      |
| Le Tiercent              | An Tergant           | 169              | 3.70         | 35460       | 35336      |
| Kanton                   | Sant-Brizh-Gougleiz  | 12.106 (2012)    | 170.07       | -           | 3536       |

## Politik
Der Kanton hatte bis zu seiner Auflösung folgende Abgeordnete im Rat des Départements:  
| Vertreter im conseil général des Départements | Vertreter im conseil général des Départements | Vertreter im conseil général des Départements |
| Amtszeit                                      | Name                                          | Partei                                        |
| --------------------------------------------- | --------------------------------------------- | --------------------------------------------- |
| 1945–1979                                     | Joseph Tronchot                               | MRP, dann CD, dann UDF-CDS                    |
| 1979–1985                                     | Francis Depincé                               | CNIP                                          |
| 1985–1998                                     | Jean Malapert                                 | DVD                                           |
| 1998–2015                                     | Louis Dubreil                                 | DVG                                           |